# Taehung
Taehung (Hán Việt: Đại Hưng) là một huyện của tỉnh Pyongan Nam tại Cộng hòa Dân chủ Nhân dân Triều Tiên. Huyện giáp với Ryongrim và Tongsin của tỉnh Chagang ở phía tây bắc, giáp với Changjin của tỉnh Hamgyong Nam ở đông bắc, với Yonggwang cùng Hamju và Chongpyon của tỉnh Hamgyong Nam ở phía đông và đông nam, giáp với Yodok của tỉnh Hamgyong Nam ở phía nam và giáp với huyện Nyongwon ở phía tây. Năm 2008, dân số toàn huyện Taehung là 32.915 người (15.584 nam và 17.331 nữ), trong đó, dân cư đô thị là 14.362 người (43,6%) còn dân cư nông thôn là 18.553 người (56,4%).
Sông Đại Đồng chảy qua phần phía bắc của huyện trước khi chảy về phía tây sang Yongwon. Địa hình Taehung cao với nhiều đồi núi hơn bất kỳ nơi nào tại Pyongan Nam. Ba dãy núi chính của huyện là Rangrim, Myohyang, và Puktaebong. với đỉnh cao nhất là Tongdaesan cao 2.094 mét. Nông nghiệp trên địa bàn huyện chủ yếu là các loại cây chịu hạn, với ngô là cây trồng chính. Gỗ xẻ được đưa theo sông Đại Đồng đến nơi chế tạo. Huyện có tài nguyên wolfram, vàng bạc và đồng. Huyện không có đường sắt mà chỉ có đường bộ bằng qua các ngọn núi.